# Greta Gonda
Greta Gonda (* 10. Juni 1917 als Margarethe Tomicek Mondschein; † 11. Dezember 1974 in Rom) war eine österreichische Schauspielerin. Sie verlegte ihr Betätigungsfeld in den 1930er-Jahren nach Italien.

## Filmografie
- 1939: Imputato, alzatevi!
- 1939: Eravamo sette vedove
- 1939: Lo vedi come sei... lo vedi come sei?
- 1939: Il carnevale di Venezia
- 1940: Antonio Meucci
- 1940: Don Pasquale
- 1941: I pirati della Malesia
- 1942: Rossini
- 1942: La regina di Navarra
- 1943: Harlem
- 1948: 11 uomini e un pallone